# Соус гольф
Соус гольф (исп. salsa golf) — холодный соус густой консистенции, распространённый в Аргентине. Согласно легенде, он был изобретён будущим лауреатом Нобелевской премии Луисом Федерико Лелуаром в середине 1920-х годов в гольф-клубе на морском курорте Мар-дель-Плата. Существует версия, что Лелуар скопировал знаменитый соус росада из Колумбии, изобретённый примерно в 1916 году. Когда ему надоело есть креветки с майонезом, он попросил официанта принести разные ингредиенты (уксус, лимон, горчицу, кетчуп и другие) и экспериментировал с разными сочетаниями. Больше всего гурману понравились кетчуп и майонез. Спутники Лелуара назвали результат соусом гольф. Вскоре он получил распространение и в соседнем Уругвае.

## Рецепты
Существует несколько рецептов, но соус всегда состоит в основном из майонеза и соуса на томатной основе, например, кетчупа, в равных долях с добавлением горчицы и лимонного сока. Часто добавляются специи, придающие соусу аромат, например, сладкий перец пименто, орегано и тмин.
Соус гольф используется для заправки салатов, мяса и других блюд; это главный ингредиент типичного аргентинского блюда, называемого пальмитос в соусе гольф (исп. palmitos con salsa golf). Это сердцевина пальмы, завёрнутая в ветчину с соусом гольф.
В соседнем Парагвае соус гольф также очень популярен, иногда его едят с перепелиными яйцами. В странах за пределами Южной Америки соус гольф более известен как соус Мари Роуз или соус для жарки.
Блюдо Revuelto Gramajo подаётся с соусом гольф.